# Huitième district congressionnel de Pennsylvanie
Le 8e district congressionnel de Pennsylvanie est situé dans la région nord-est de l'État. Il englobe les comtés de Wayne, Pike et Lackawanna ; ainsi que des parties des comtés de Luzerne et Monroe.
Le district était ancré dans le comté de Bucks depuis les années 1940 jusqu'en 2018, alors même que la plupart des autres districts de Pennsylvanie ont radicalement changé au cours de cette période en raison des déplacements de population et de la perte de sièges de la Pennsylvanie à la Chambre.
La Cour suprême de Pennsylvanie a redessiné le district en février 2018 après avoir jugé la carte précédente inconstitutionnelle en raison du gerrymandering. Le 8e district a été réaffecté à la partie nord-est de l'État pour les élections de 2018 et la représentation par la suite. C'est géographiquement le successeur de l'ancien 17e district, comprenant les villes ancestrales démocrates de Scranton et Wilkes-Barre dans la vallée du Wyoming. Des parties du nouveau 8e district provenaient également de l'ancien 10e district, y compris les comtés les plus conservateurs de Pike et Wayne. Pendant ce temps, le district du comté de Bucks a été renuméroté 1er district.
Le district a un CPVI de R+4, cependant, le représentant démocrate sortant de l'ancien 17e district, Matt Cartwright, a gagné en 2018. C'était l'une des cinq circonscriptions qui auraient voté pour Donald Trump à l'élection présidentielle de 2020 si elles avaient existé dans leur configuration actuelle tout en ayant été remportées ou détenues par un démocrate en 2022. C'est également la circonscription la plus républicaine détenue par un membre du Congressional Progressive Caucus sur la base du CPVI.
Le district est un mélange de communautés suburbaines et rurales. Il est majoritairement blanc et bourgeois. La majeure partie de sa population est située dans les villes ancestrales démocrates de Scranton et Wilkes-Barre. Cependant, les démocrates de cette circonscription sont de tendance populiste, contrairement à leurs homologues de Philadelphie et de Pittsburgh. L’ancien 17e est passé d’une victoire de 55 à 43 pour Barack Obama à une victoire de 54 à 43 pour Donald Trump, la première fois qu’une grande partie de cette région votait pour un républicain depuis 1988.

## Historique de vote
| Année | Poste      | Résultats                 |
| ----- | ---------- | ------------------------- |
| 2020  | Président  | Trump 51,0 % – 47,0 %     |
| 2022  | Gouverneur | Shapiro 54,0 % – 44,0 %   |
| 2022  | Sénat      | Fetterman 49,0 % – 48,0 % |

## Liste des Représentants du district
Le district fut établit en 1791.

### 1791 - 1793: Un siège
| Membre                         | Parti               | Années                    | Congrès | Histoire électorale                                 |
| ------------------------------ | ------------------- | ------------------------- | ------- | --------------------------------------------------- |
| District établi le 4 mars 1791 |                     |                           |         |                                                     |
| William Findley (en)           | Anti-Administration | 4 mars 1791 - 3 mars 1793 | 2e      | Élu en 1791. Redécoupage vers le district at-large. |

District supprimé en 1793 et redécoupé vers le district at-large.

### 1795 - 1813: Un siège
District restauré en 1795.
| Membre               | Parti                 | Années                             | Congrès   | Histoire électorale |
| -------------------- | --------------------- | ---------------------------------- | --------- | --- |
| Thomas Hartley (en)  | Fédéraliste           | 4 mars 1795 - 21 décembre 1800     | 4e - 6e   | Redécoupage depuis le district at-large et réélu en 1794. Réélu en 1796. Réélu en 1798. Retrait et décède.                             |
| Vacant               | Vacant                | 21 décembre 1800 - 15 janvier 1801 | 6e        | |
| John Stewart (en)    | Républicain-Démocrate | 15 janvier 1801 - 3 mars 1803      | 6e , 7e   | Élu en 1800. Élu le 3 janvier 1801 pour terminer le mandat de Hartley et intronisé le 3 février 1801. Redécoupage vers le 6e district. |
| William Findley (en) | Républicain-Démocrate | 4 mars 1803 - 3 mars 1813          | 8e - 12e  | Élu en 1802. Réélu en 1804. Réélu en 1806. Réélu en 1808. Réélu en 1810. Redécoupage vers le 11e district.                             |
| William Piper (en)   | Républicain-Démocrate | 4 mars 1813 - 3 mars 1817          | 13e , 14e | Redécoupage depuis le 7e district et réélu en 1812. Réélu en 1814. Retrait.                                                            |
| Alexander Ogle (en)  | Républicain-Démocrate | 4 mars 1817 - 3 mars 1819          | 15e       | Élu en 1816. Retrait. |
| Robert Philson (en)  | Républicain-Démocrate | 4 mars 1819 - 3 mars 1821          | 16e       | Élu en 1818. Perd sa réélection en tant que Fédéraliste                                                                                |
| John Tod (en)        | Républicain-Démocrate | 4 mars 1821 - 3 mars 1823          | 17e       | Élu en 1820. Redécoupage vers le 13e district.                                                                                         |

### 1823 - 1833: Deux sièges
| 4 mars 1823 - 20 avril 1824     | 18e       | Thomas Jones Rogers (en) | Républicain-Démocrate | Redécoupage depuis le 6e district et réélu en 1822. Démissionne. | Samuel D. Ingham      | Républicain-Démocrate | Redécoupage depuis le 6e district et réélu en 1822. Réélu en 1824. Réélu en 1826. Réélu en 1828 pour démissionne pour devenir Secrétaire au Trésor des États-Unis. |
| 20 avril 1824 - 9 décembre 1824 | 18e       | Vacant                   | Vacant                | | Samuel D. Ingham      | Républicain-Démocrate | Redécoupage depuis le 6e district et réélu en 1822. Réélu en 1824. Réélu en 1826. Réélu en 1828 pour démissionne pour devenir Secrétaire au Trésor des États-Unis. |
| 9 décembre 1824 - 3 mars 1825   | 18e       | George Wolf (en)         | Démocrate             | Élu le 12 octobre 1824 pour terminer le mandat de Rogers et intronisé le 9 décembre 1824. Également élu en 1824 pour un autre mandat. Réélu en 1826. Réélu en 1828 mais démissionne pour devenir Gouverneur de Pennsylvanie. | Samuel D. Ingham      | Républicain-Démocrate | Redécoupage depuis le 6e district et réélu en 1822. Réélu en 1824. Réélu en 1826. Réélu en 1828 pour démissionne pour devenir Secrétaire au Trésor des États-Unis. |
| 4 mars 1825 - 3 mars 1829       | 19e , 20e | George Wolf (en)         | Jacksonien (en)       | Élu le 12 octobre 1824 pour terminer le mandat de Rogers et intronisé le 9 décembre 1824. Également élu en 1824 pour un autre mandat. Réélu en 1826. Réélu en 1828 mais démissionne pour devenir Gouverneur de Pennsylvanie. | Samuel D. Ingham      | Jacksonien (en)       | Redécoupage depuis le 6e district et réélu en 1822. Réélu en 1824. Réélu en 1826. Réélu en 1828 pour démissionne pour devenir Secrétaire au Trésor des États-Unis. |
| 4 mars 1829 - 13 octobre 1829   | 21e       | Vacant                   | Vacant                | | Vacant                | Vacant                | |
| 13 octobre 1829 - 3 mars 1833   | 21e , 22e | Samuel A. Smith (en)     | Jacksonien (en)       | Élu le 13 octobre 1829 pour terminer le mandat de Wolf et intronisé le 7 décembre 1829. Réélu en 1830. Retrait. | Peter Inhrie Jr. (en) | Jacksonien (en)       | Élu le 13 octobre 1829 pour terminer le mandat d'Ingham et intronisé le 7 décembre 1829. Réélu en 1830. Redécoupage vers le 7e district et perd sa réélection.     |

### 1833 - Présent: Un siège
| Member                        | Party                    | Years                                | Cong ress                | Electoral history | District location |
| ----------------------------- | ------------------------ | ------------------------------------ | ------------------------ | --- | ----------------- |
| Henry King (en)               | Jacksonien (en)          | 4 mars 1833 - 3 mars 1835            | Modèle:USCongressOrdinal | Redécoupage depuis le 7e district et réélu en 1832. Retrait. | 1833–1843         |
| Edward Burd Hubley (en)       | Jacksonien (en)          | 4 mars 1835 - 3 mars 1837            | 24e , 25e                | Élu en 1834. Réélu en 1836. Retrait. | 1833–1843         |
| Edward Burd Hubley (en)       | Démocrate                | 4 mars 1837 - 3 mars 1839            | 24e , 25e                | Élu en 1834. Réélu en 1836. Retrait. | 1833–1843         |
| Peter Newhard (en)            | Démocrate                | 4 mars 1839 - 3 mars 1843            | 26e , 27e                | Élu en 1838. Réélu en 1840. Retrait. | 1833–1843         |
| Jeremiah Brown (en)           | Whig                     | 4 mars 1843 - 3 mars 1845            | 28e                      | Redécoupage depuis le 4e district et réélu en 1843. Retrait. | 1843–1853         |
| John Strohm (en)              | Whig                     | 4 mars 1845 - 3 mars 1849            | 29e , 30e                | Élu en 1844. Réélu en 1846. | 1843–1853         |
| Thaddeus Stevens              | Whig                     | 4 mars 1849- 3 mars 1853             | 31e , 32e                | Élu en 1848. Réélu en 1850. | 1843–1853         |
| Henry A. Muhlenberg (en)      | Démocrate                | 4 mars 1853 - 9 janvier 1854         | Modèle:USCongressOrdinal | Élu en 1852. Décès. | 1853–1863         |
| Vacant                        | Vacant                   | 9 janvier 1854 - 30 octobre 1858     | Modèle:USCongressOrdinal | | 1853–1863         |
| J. Glancy Jones (en)          | Démocrate                | 4 février 1854 - 30 octobre 1858     | 33e - 35e                | Élu pour terminer le mandat de Muhlenberg. Réélu en 1854. Réélu en 1856. Démissionne pour devenir Ambassadeur des États-Unis en Autriche.                                                       | 1853–1863         |
| Vacant                        | Vacant                   | 30 octobre 1858 - 7 décembre 1858    | 35e                      | | 1853–1863         |
| William High Keim             | Républicain              | 7 décembre 1858 - 3 mars 1859        | 35e                      | Élu pour terminer le mandat de Jones. | 1853–1863         |
| John Schwartz (en)            | Démocrate Anti-Lecompton | 4 mars 1859 - 20 juin 1860           | 36e                      | Élu en 1858. Décès. | 1853–1863         |
| Vacant                        | Vacant                   | 20 juin 1860 - 3 décembre 1860       | 36e                      | | 1853–1863         |
| Jacob K. McKenty (en)         | Démocrate                | 3 décembre 1860 - 3 mars 1861        | 36e                      | Élu pour terminer le mandat de Schwartz. Retrait. | 1853–1863         |
| Sydenham E. Ancona (en)       | Démocrate                | 4 mars 1861 - 3 mars 1867            | 37e - 39e                | Élu en 1860. Réélu en 1862. Réélu en 1864. Perd sa renomination. | 1853–1863         |
| Sydenham E. Ancona (en)       | Démocrate                | 4 mars 1861 - 3 mars 1867            | 37e - 39e                | Élu en 1860. Réélu en 1862. Réélu en 1864. Perd sa renomination. | 1863–1873         |
| James L. Getz (en)            | Démocrate                | 4 mars 1867 - 3 mars 1873            | 40e - 42e                | Élu en 1866. Réélu en 1868. Réélu en 1870. Retrait. |                   |
| Hiester Clymer                | Démocrate                | 4 mars 1873 - 3 mars 1881            | 43e - 46e                | Élu en 1872. Réélu en 1874. Réélu en 1876. Réélu en 1878. | 1873–1883         |
| Daniel Ermentrout (en)        | Démocrate                | 4 mars 1881 - 3 mars 1889            | 47e - 50e                | Élu en 1880. Réélu en 1882. Réélu en 1884. Réélu en 1886. Perd sa renomination. | 1873–1883         |
| Daniel Ermentrout (en)        | Démocrate                | 4 mars 1881 - 3 mars 1889            | 47e - 50e                | Élu en 1880. Réélu en 1882. Réélu en 1884. Réélu en 1886. Perd sa renomination. | 1883–1893         |
| William Mutchler (en)         | Démocrate                | 4 mars 1889 - 23 juin 1893           | 51e - 53e                | Élu en 1888. Réélu en 1890. Réélu en 1892. Décès. |                   |
| William Mutchler (en)         | Démocrate                | 4 mars 1889 - 23 juin 1893           | 51e - 53e                | Élu en 1888. Réélu en 1890. Réélu en 1892. Décès. | 1893–1903         |
| Vacant                        | Vacant                   | 23 juin 1893 - 7 août 1893           | 53e                      | |                   |
| Howard Mutchler (en)          | Démocrate                | 7 août 1893 - 3 mars 1895            | 53e                      | Élu pour terminer le mandat de son père. Retrait. |                   |
| Joseph J. Hart (en)           | Démocrate                | 4 mars 1895 - 3 mars 1897            | 54e                      | Élu en 1894. Retrait. |                   |
| William S. Kirkpatrick (en)   | Républicain              | 4 mars 1897 - 3 mars 1899            | 55e                      | Élu en 1896. Perd sa réélection. |                   |
| Laird H. Barber (en)          | Démocrate                | 4 mars 1899 - 3 mars 1901            | 56e                      | Élu en 1898. Retrait. |                   |
| Howard Mutchler (en)          | Démocrate                | 4 mars 1901 - 3 mars 1903            | 57e                      | Élu en 1900. Retrait. |                   |
| Irving P. Wanger (en)         | Républicain              | 4 mars 1903 - 3 mars 1911            | 58e - 61e                | Redécoupage depuis le 7e district et réélu en 1902. Réélu en 1904. Réélu en 1906. Réélu en 1908. Perd sa réélection.                                                                            | 1903–1913         |
| Robert E. Difenderfer (en)    | Démocrate                | 4 mars 1911 - 3 mars 1915            | 62e , 63e                | Élu en 1910. Réélu en 1912. Perd sa renomination. | 1903–1913         |
| Robert E. Difenderfer (en)    | Démocrate                | 4 mars 1911 - 3 mars 1915            | 62e , 63e                | Élu en 1910. Réélu en 1912. Perd sa renomination. | 1913–1933         |
| Henry W. Watson (en)          | Républicain              | 4 mars 1915 - 3 mars 1923            | 64e - 67e                | Élu en 1914. Réélu en 1916. Réélu en 1918. Réélu en 1920. Redécoupage vers le 9e district. |                   |
| Thomas S. Butler              | Républicain              | 4 mars 1923 - 26 mai 1928            | 68e - 70e                | Redécoupage depuis le 7e district et réélu en 1922. Réélu en 1924. Réélu en 1926. Décès. |                   |
| Vacant                        | Vacant                   | 26 mai 1928 - 6 novembre 1928        | 70e                      | |                   |
| James Wolfenden (en)          | Républicain              | 6 novembre 1928 - 3 janvier 1945     | 70e - 78e                | Élu pour terminer le mandat de Butler. Réélu en 1928. Réélu en 1930. Réélu en 1932. Réélu en 1934. Réélu en 1936. Réélu en 1938. Réélu en 1940. Réélu en 1942. Redécoupage vers le 7e district. |                   |
| James Wolfenden (en)          | Républicain              | 6 novembre 1928 - 3 janvier 1945     | 70e - 78e                | Élu pour terminer le mandat de Butler. Réélu en 1928. Réélu en 1930. Réélu en 1932. Réélu en 1934. Réélu en 1936. Réélu en 1938. Réélu en 1940. Réélu en 1942. Redécoupage vers le 7e district. | 1933–1943         |
| James Wolfenden (en)          | Républicain              | 6 novembre 1928 - 3 janvier 1945     | 70e - 78e                | Élu pour terminer le mandat de Butler. Réélu en 1928. Réélu en 1930. Réélu en 1932. Réélu en 1934. Réélu en 1936. Réélu en 1938. Réélu en 1940. Réélu en 1942. Redécoupage vers le 7e district. | 1943–1953         |
| Charles L. Gerlach (en)       | Républicain              | 3 janvier 1945 - 5 mai 1947          | 79e , 80e                | Redécoupage depuis le 9e district et réélu en 1944. Décès. |                   |
| Vacant                        | Vacant                   | 5 mai 1947 - 9 septembre 1947        | 80e                      | |                   |
| Fraklin H. Lichtenwalter (en) | Républicain              | 9 septembre 1947 - 3 janvier 1951    | 80e , 81e                | Élu pour terminer le mandat de Gerlach. Réélu en 1948. |                   |
| Albert C. Vaughn (en)         | Républicain              | 3 janvier 1951 - 1er septembre 1951  | 82e                      | Élu en 1950. Décès. |                   |
| Vacant                        | Vacant                   | 1er septembre 1951 - 6 novembre 1951 | 82e                      | |                   |
| Karl C. King (en)             | Républicain              | 6 novembre 1951 - 3 janvier 1957     | 82e - 84e                | Élu pour terminer le mandat de Vaughn. Réélu en 1952. Réélu en 1954. Retrait. |                   |
| Karl C. King (en)             | Républicain              | 6 novembre 1951 - 3 janvier 1957     | 82e - 84e                | Élu pour terminer le mandat de Vaughn. Réélu en 1952. Réélu en 1954. Retrait. | 1953–1963         |
| William S. Curtin (en)        | Républicain              | 3 janvier 1957 - 3 janvier 1967      | 85e - 89e                | Élu en 1956. Réélu en 1958. Réélu en 1960. Réélu en 1970. Réélu en 1972. Réélu en 1974. Retrait.                                                                                                |                   |
| William S. Curtin (en)        | Républicain              | 3 janvier 1957 - 3 janvier 1967      | 85e - 89e                | Élu en 1956. Réélu en 1958. Réélu en 1960. Réélu en 1970. Réélu en 1972. Réélu en 1974. Retrait.                                                                                                | 1963–1973         |
| Edward G. Biester Jr. (en)    | Républicain              | 3 janvier 1967 - 3 janvier 1977      | 90e - 94e                | Élu en 1966. Réélu en 1968. Réélu en 1970. Réélu en 1972. Réélu en 1974. Retrait. |                   |
| Edward G. Biester Jr. (en)    | Républicain              | 3 janvier 1967 - 3 janvier 1977      | 90e - 94e                | Élu en 1966. Réélu en 1968. Réélu en 1970. Réélu en 1972. Réélu en 1974. Retrait. | 1973–1983         |
| Peter H. Kostmayer (en)       | Démocrate                | 3 janvier 1977 - 3 janvier 1981      | 95e , 96e                | Élu en 1976. Réélu en 1978. Perd sa réélection. |                   |
| James K. Coyne III (en)       | Républicain              | 3 janvier 1981 - 3 janvier 1983      | 97e                      | Élu en 1980. Perd sa réélection. |                   |
| Peter H. Kostmayer (en)       | Démocrate                | 3 janvier 1983 - 3 janvier 1993      | 98e - 102e               | Élu en 1982. Réélu en 1984. Réélu en 1986. Réélu en 1988. Réélu en 1990. Perd sa réélection. | 1983–1993         |
| James C. Greenwood (en)       | Républicain              | 3 janvier 1993 - 3 janvier 2005      | 103e - 108e              | Élu en 1992. Réélu en 1994. Réélu en 1996. Réélu en 1998. Réélu en 2000. Réélu en 2002. Retrait.                                                                                                | 1993–2003         |
| James C. Greenwood (en)       | Républicain              | 3 janvier 1993 - 3 janvier 2005      | 103e - 108e              | Élu en 1992. Réélu en 1994. Réélu en 1996. Réélu en 1998. Réélu en 2000. Réélu en 2002. Retrait.                                                                                                | 2003–2013         |
| Mike Fitzpatrick              | Républicain              | 3 janvier 2005 - 3 janvier 2007      | 109e                     | Élu en 2006. Réélu en 2008. Perd sa réélection. |                   |
| Patrick Murphy                | Démocrate                | 3 janvier 2007 - 3 janvier 2011      | 110e , 111e              | Élu en 2006. Réélu en 2008. Perd sa réélection. |                   |
| Mike Fitzpatrick              | Républicain              | 3 janvier 2011 - 3 janvier 2017      | 112e - 114e              | Élu en 2010. Réélu en 2012. Réélu en 2014. Retrait. |                   |
| Mike Fitzpatrick              | Républicain              | 3 janvier 2011 - 3 janvier 2017      | 112e - 114e              | Élu en 2010. Réélu en 2012. Réélu en 2014. Retrait. | 2013–2019         |
| Brian Fitzpatrick             | Républicain              | 3 janvier 2017 - 3 janvier 2019      | 115e                     | Élu en 2016. Redécoupage vers le 1er district. |                   |
| Matt Cartwright               | Démocrate                | 3 janvier 2019 - Présent             | 116e - Présent           | Redécoupage depuis le 17e district et réélu en 2018. Réélu en 2020. Réélu en 2022. | 2019–2023         |
| Matt Cartwright               | Démocrate                | 3 janvier 2019 - Présent             | 116e - Présent           | Redécoupage depuis le 17e district et réélu en 2018. Réélu en 2020. Réélu en 2022. | 2023–Présent      |

## Résultats des récentes élections
Voici les résultats des dix précédents cycles électoraux dans le district.

### 2004
| Élection de 2004 du 8e district congressionnel de Pennsylvanie | Élection de 2004 du 8e district congressionnel de Pennsylvanie | Élection de 2004 du 8e district congressionnel de Pennsylvanie | Élection de 2004 du 8e district congressionnel de Pennsylvanie | Élection de 2004 du 8e district congressionnel de Pennsylvanie |
| -------------------------------------------------------------- | -------------------------------------------------------------- | -------------------------------------------------------------- | -------------------------------------------------------------- | -------------------------------------------------------------- |
| Parti                                                          | Parti                                                          | Candidat                                                       | Votes                                                          | %                                                              |
|                                                                | Républicain                                                    | Mike Fitzpatrick                                               | 183 229                                                        | 55,0                                                           |
|                                                                | Démocrate                                                      | Virginia Waters Schrader                                       | 143 427                                                        | 44,0                                                           |
|                                                                | Libertarien                                                    | Arthur L. Famsworth                                            | 3 710                                                          | 1,0                                                            |
|                                                                | Constitution                                                   | Erich Lukas                                                    | 898                                                            | 0,3                                                            |
| Total des votes                                                | Total des votes                                                | Total des votes                                                | 331 264                                                        | 100 %                                                          |
|                                                                | Les Républicains conservent                                    |                                                                |                                                                |                                                                |

### 2006
| Élection de 2006 du 8e district congressionnel de Pennsylvanie | Élection de 2006 du 8e district congressionnel de Pennsylvanie | Élection de 2006 du 8e district congressionnel de Pennsylvanie | Élection de 2006 du 8e district congressionnel de Pennsylvanie | Élection de 2006 du 8e district congressionnel de Pennsylvanie |
| -------------------------------------------------------------- | -------------------------------------------------------------- | -------------------------------------------------------------- | -------------------------------------------------------------- | -------------------------------------------------------------- |
| Parti                                                          | Parti                                                          | Candidat                                                       | Votes                                                          | %                                                              |
|                                                                | Démocrate                                                      | Patrick Murphy                                                 | 125 667                                                        | 50,0                                                           |
|                                                                | Républicain                                                    | Mike Fitzpatrick (sortant)                                     | 124 146                                                        | 50,0                                                           |
| Total des votes                                                | Total des votes                                                | Total des votes                                                | 249 813                                                        | 100 %                                                          |
|                                                                | Les Démocrates prennent aux Républicains                       |                                                                |                                                                |                                                                |

### 2008
| Élection de 2008 du 8e district congressionnel de Pennsylvanie | Élection de 2008 du 8e district congressionnel de Pennsylvanie | Élection de 2008 du 8e district congressionnel de Pennsylvanie | Élection de 2008 du 8e district congressionnel de Pennsylvanie | Élection de 2008 du 8e district congressionnel de Pennsylvanie |
| -------------------------------------------------------------- | -------------------------------------------------------------- | -------------------------------------------------------------- | -------------------------------------------------------------- | -------------------------------------------------------------- |
| Parti                                                          | Parti                                                          | Candidat                                                       | Votes                                                          | %                                                              |
|                                                                | Démocrate                                                      | Patrick Murphy (sortant)                                       | 197 869                                                        | 57,0                                                           |
|                                                                | Républicain                                                    | Tom Manion                                                     | 145 103                                                        | 42,0                                                           |
|                                                                | Indépendant                                                    | Tom Lingenfelter                                               | 5 543                                                          | 2,0                                                            |
| Total des votes                                                | Total des votes                                                | Total des votes                                                | 348 515                                                        | 100 %                                                          |
|                                                                | Les Démocrates conservent                                      |                                                                |                                                                |                                                                |

### 2010
| Élection de 2010 du 8e district congressionnel de Pennsylvanie | Élection de 2010 du 8e district congressionnel de Pennsylvanie | Élection de 2010 du 8e district congressionnel de Pennsylvanie | Élection de 2010 du 8e district congressionnel de Pennsylvanie | Élection de 2010 du 8e district congressionnel de Pennsylvanie |
| -------------------------------------------------------------- | -------------------------------------------------------------- | -------------------------------------------------------------- | -------------------------------------------------------------- | -------------------------------------------------------------- |
| Parti                                                          | Parti                                                          | Candidat                                                       | Votes                                                          | %                                                              |
|                                                                | Républicain                                                    | Mike Fitzpatrick                                               | 126 404                                                        | 54,0                                                           |
|                                                                | Démocrate                                                      | Patrick Murphy (sortant)                                       | 109 157                                                        | 46,0                                                           |
| Total des votes                                                | Total des votes                                                | Total des votes                                                | 235 561                                                        | 100 %                                                          |
|                                                                | Les Républicains prennent aux Démocrates                       |                                                                |                                                                |                                                                |

### 2012
| Élection de 2012 du 8e district congressionnel de Pennsylvanie | Élection de 2012 du 8e district congressionnel de Pennsylvanie | Élection de 2012 du 8e district congressionnel de Pennsylvanie | Élection de 2012 du 8e district congressionnel de Pennsylvanie | Élection de 2012 du 8e district congressionnel de Pennsylvanie |
| -------------------------------------------------------------- | -------------------------------------------------------------- | -------------------------------------------------------------- | -------------------------------------------------------------- | -------------------------------------------------------------- |
| Parti                                                          | Parti                                                          | Candidat                                                       | Votes                                                          | %                                                              |
|                                                                | Républicain                                                    | Mike Fitzpatrick (sortant)                                     | 199 379                                                        | 56,6                                                           |
|                                                                | Démocrate                                                      | Kathy Boockvar                                                 | 152 859                                                        | 43,4                                                           |
| Total des votes                                                | Total des votes                                                | Total des votes                                                | 352 238                                                        | 100 %                                                          |
|                                                                | Les Républicains conservnet                                    |                                                                |                                                                |                                                                |

### 2014
| Élection de 2014 du 8e district congressionnel de Pennsylvanie | Élection de 2014 du 8e district congressionnel de Pennsylvanie | Élection de 2014 du 8e district congressionnel de Pennsylvanie | Élection de 2014 du 8e district congressionnel de Pennsylvanie | Élection de 2014 du 8e district congressionnel de Pennsylvanie |
| -------------------------------------------------------------- | -------------------------------------------------------------- | -------------------------------------------------------------- | -------------------------------------------------------------- | -------------------------------------------------------------- |
| Parti                                                          | Parti                                                          | Candidat                                                       | Votes                                                          | %                                                              |
|                                                                | Républicain                                                    | Mike Fitzpatrick (sortant)                                     | 137 731                                                        | 61,90                                                          |
|                                                                | Démocrate                                                      | Kevin Strouse                                                  | 84 767                                                         | 38,10                                                          |
| Total des votes                                                | Total des votes                                                | Total des votes                                                | 222 498                                                        | 100 %                                                          |
|                                                                | Les Républicains conservnet                                    |                                                                |                                                                |                                                                |

### 2016
| Élection de 2016 du 8e district congressionnel de Pennsylvanie | Élection de 2016 du 8e district congressionnel de Pennsylvanie | Élection de 2016 du 8e district congressionnel de Pennsylvanie | Élection de 2016 du 8e district congressionnel de Pennsylvanie | Élection de 2016 du 8e district congressionnel de Pennsylvanie |
| -------------------------------------------------------------- | -------------------------------------------------------------- | -------------------------------------------------------------- | -------------------------------------------------------------- | -------------------------------------------------------------- |
| Parti                                                          | Parti                                                          | Candidat                                                       | Votes                                                          | %                                                              |
|                                                                | Républicain                                                    | Brian Fitzpatrick                                              | 207 263                                                        | 54,4                                                           |
|                                                                | Démocrate                                                      | Steve Santarsiero                                              | 173 555                                                        | 45,6                                                           |
| Total des votes                                                | Total des votes                                                | Total des votes                                                | 380 818                                                        | 100 %                                                          |
|                                                                | Les Républicains conservnet                                    |                                                                |                                                                |                                                                |

### 2018
| Élection de 2018 du 8e district congressionnel de Pennsylvanie | Élection de 2018 du 8e district congressionnel de Pennsylvanie | Élection de 2018 du 8e district congressionnel de Pennsylvanie | Élection de 2018 du 8e district congressionnel de Pennsylvanie | Élection de 2018 du 8e district congressionnel de Pennsylvanie |
| -------------------------------------------------------------- | -------------------------------------------------------------- | -------------------------------------------------------------- | -------------------------------------------------------------- | -------------------------------------------------------------- |
| Parti                                                          | Parti                                                          | Candidat                                                       | Votes                                                          | %                                                              |
|                                                                | Démocrate                                                      | Matt Cartwright (sortant)                                      | 135 603                                                        | 54,6                                                           |
|                                                                | Républicain                                                    | John Chrin                                                     | 112 563                                                        | 45,4                                                           |
| Total des votes                                                | Total des votes                                                | Total des votes                                                | 248 166                                                        | 100 %                                                          |
|                                                                | Les Démocrates conservent                                      |                                                                |                                                                |                                                                |

### 2020
| Élection de 2020 du 8e district congressionnel de Pennsylvanie | Élection de 2020 du 8e district congressionnel de Pennsylvanie | Élection de 2020 du 8e district congressionnel de Pennsylvanie | Élection de 2020 du 8e district congressionnel de Pennsylvanie | Élection de 2020 du 8e district congressionnel de Pennsylvanie |
| -------------------------------------------------------------- | -------------------------------------------------------------- | -------------------------------------------------------------- | -------------------------------------------------------------- | -------------------------------------------------------------- |
| Parti                                                          | Parti                                                          | Candidat                                                       | Votes                                                          | %                                                              |
|                                                                | Démocrate                                                      | Matt Cartwright (sortant)                                      | 178 004                                                        | 51,8                                                           |
|                                                                | Républicain                                                    | Jim Bognet                                                     | 165 783                                                        | 48,2                                                           |
| Total des votes                                                | Total des votes                                                | Total des votes                                                | 343 787                                                        | 100 %                                                          |
|                                                                | Les Démocrates conservent                                      |                                                                |                                                                |                                                                |

### 2022
| Primaire Démocrate de 2022 du 8e district congressionnel de Pennsylvanie | Primaire Démocrate de 2022 du 8e district congressionnel de Pennsylvanie | Primaire Démocrate de 2022 du 8e district congressionnel de Pennsylvanie | Primaire Démocrate de 2022 du 8e district congressionnel de Pennsylvanie | Primaire Démocrate de 2022 du 8e district congressionnel de Pennsylvanie |
| ------------------------------------------------------------------------ | ------------------------------------------------------------------------ | ------------------------------------------------------------------------ | ------------------------------------------------------------------------ | ------------------------------------------------------------------------ |
| Parti                                                                    | Parti                                                                    | Candidat                                                                 | Votes                                                                    | %                                                                        |
|                                                                          | Démocrate                                                                | Matt Cartwright (sortant)                                                | 68 696                                                                   | 100 %                                                                    |

| Primaire Républicaine de 2022 du 8e district congressionnel de Pennsylvanie | Primaire Républicaine de 2022 du 8e district congressionnel de Pennsylvanie | Primaire Républicaine de 2022 du 8e district congressionnel de Pennsylvanie | Primaire Républicaine de 2022 du 8e district congressionnel de Pennsylvanie | Primaire Républicaine de 2022 du 8e district congressionnel de Pennsylvanie |
| --------------------------------------------------------------------------- | --------------------------------------------------------------------------- | --------------------------------------------------------------------------- | --------------------------------------------------------------------------- | --------------------------------------------------------------------------- |
| Parti                                                                       | Parti                                                                       | Candidat                                                                    | Votes                                                                       | %                                                                           |
|                                                                             | Républicain                                                                 | Jim Bognet                                                                  | 47 097                                                                      | 68,7                                                                        |
|                                                                             | Républicain                                                                 | Mike Marsicano                                                              | 21 436                                                                      | 31,3                                                                        |

| Élection de 2022 du 8e district congressionnel de Pennsylvanie | Élection de 2022 du 8e district congressionnel de Pennsylvanie | Élection de 2022 du 8e district congressionnel de Pennsylvanie | Élection de 2022 du 8e district congressionnel de Pennsylvanie | Élection de 2022 du 8e district congressionnel de Pennsylvanie |
| -------------------------------------------------------------- | -------------------------------------------------------------- | -------------------------------------------------------------- | -------------------------------------------------------------- | -------------------------------------------------------------- |
| Parti                                                          | Parti                                                          | Candidat                                                       | Votes                                                          | %                                                              |
|                                                                | Démocrate                                                      | Matt Cartwright (sortant)                                      | 146 956                                                        | 51,2                                                           |
|                                                                | Républicain                                                    | Jim Bognet                                                     | 139 930                                                        | 48,8                                                           |
| Total des votes                                                | Total des votes                                                | Total des votes                                                | 286 886                                                        | 100 %                                                          |
|                                                                | Les Démocrates conservent                                      |                                                                |                                                                |                                                                |

### 2024
| Primaire Démocrate de 2024 du 8e district congressionnel de Pennsylvanie | Primaire Démocrate de 2024 du 8e district congressionnel de Pennsylvanie | Primaire Démocrate de 2024 du 8e district congressionnel de Pennsylvanie | Primaire Démocrate de 2024 du 8e district congressionnel de Pennsylvanie | Primaire Démocrate de 2024 du 8e district congressionnel de Pennsylvanie |
| ------------------------------------------------------------------------ | ------------------------------------------------------------------------ | ------------------------------------------------------------------------ | ------------------------------------------------------------------------ | ------------------------------------------------------------------------ |
| Parti                                                                    | Parti                                                                    | Candidat                                                                 | Votes                                                                    | %                                                                        |
|                                                                          | Démocrate                                                                | Matt Cartwright (sortant)                                                | 58 573                                                                   | 100 %                                                                    |

| Primaire Républicaine de 2024 du 8e district congressionnel de Pennsylvanie | Primaire Républicaine de 2024 du 8e district congressionnel de Pennsylvanie | Primaire Républicaine de 2024 du 8e district congressionnel de Pennsylvanie | Primaire Républicaine de 2024 du 8e district congressionnel de Pennsylvanie | Primaire Républicaine de 2024 du 8e district congressionnel de Pennsylvanie |
| --------------------------------------------------------------------------- | --------------------------------------------------------------------------- | --------------------------------------------------------------------------- | --------------------------------------------------------------------------- | --------------------------------------------------------------------------- |
| Parti                                                                       | Parti                                                                       | Candidat                                                                    | Votes                                                                       | %                                                                           |
|                                                                             | Républicain                                                                 | Rob Bresnahan Jr.                                                           | 42 365                                                                      | 100 %                                                                       |

| Élection de 2024 du 8e district congressionnel de Pennsylvanie | Élection de 2024 du 8e district congressionnel de Pennsylvanie | Élection de 2024 du 8e district congressionnel de Pennsylvanie | Élection de 2024 du 8e district congressionnel de Pennsylvanie | Élection de 2024 du 8e district congressionnel de Pennsylvanie |
| -------------------------------------------------------------- | -------------------------------------------------------------- | -------------------------------------------------------------- | -------------------------------------------------------------- | -------------------------------------------------------------- |
| Parti                                                          | Parti                                                          | Candidat                                                       | Votes                                                          | %                                                              |
|                                                                | Démocrate                                                      | Matt Cartwright (sortant)                                      | TBD                                                            | TBD                                                            |
|                                                                | Républicain                                                    | Rob Bresnahan Jr.                                              | TBD                                                            | TBD                                                            |
| Total des votes                                                | Total des votes                                                | Total des votes                                                | TBD                                                            | 100 %                                                          |
|                                                                |                                                                |                                                                |                                                                |                                                                |